# Affranchi
Affranchi ( /əˈfrɒ̃ʃi/ ,fr) é um antigo termo jurídico francês que denota um liberto ou escravo emancipado, mas também um termo pejorativo para "pessoas de cor livres".  É usado na língua inglesa para descrever a classe social de libertos em Saint-Domingue (atual Haiti) e outros territórios franceses escravistas, que detinham direitos legais intermediários entre aqueles de brancos livres e africanos escravizados. Em Saint-Domingue, cerca de metade dos affranchis eram gens de couleur libres (pessoas de cor livres; mulatos ) e a outra metade eram escravos africanos.
O termo deriva da palavra francesa para emancipação: affranchissement, ou emancipação em termos de direitos políticos. Mas os affranchis foram impedidos de exercer o direito de voto antes de um processo judicial em 1791, que se seguiu à Revolução Francesa . A decisão a seu favor provocou uma reação da classe dos fazendeiros brancos franceses contra Saint-Domingue, que também exercia poder na França. Esses elementos contribuíram para a eclosão da Revolução Haitiana .
Os affranchis tinham vantagens legais e sociais sobre os africanos escravizados . Eles se tornaram uma classe distinta na sociedade entre brancos e escravos. Eles puderam obter alguma educação, possuir terras e assistir a alguns entretenimentos coloniais franceses. Os fazendeiros que tomavam escravas ou mulheres livres de cor como concubinas, muitas vezes enviavam seus filhos para a França para estudar. Em alguns casos, esses filhos entraram para o exército francês. Os pais também eram mais propensos a transferir propriedades para eles. Por causa dessas questões de propriedade e classe, alguns homens livres de cor consideravam-se com status superior ao dos petits blancs, lojistas e trabalhadores . No entanto, estes últimos tiveram mais direitos políticos na colônia até depois da Revolução.
Os colonos impuseram tantas restrições que os affranchis ficaram limitados a uma casta separada: eles não podiam votar, nem ocupar cargos administrativos coloniais, nem trabalhar em carreiras profissionais como médicos ou advogados. Havia leis suntuárias: as pessoas de cor livres eram proibidas de usar o estilo de roupa preferido pelos ricos colonos brancos. Apesar das desvantagens, muitos affranchis instruídos se identificavam culturalmente com a França e não com a população escravizada. Uma classe social intermediária, as pessoas de cor livres, às vezes tinham tensões tanto com os brancos quanto com os africanos escravizados.
Mulatos ambiciosos trabalharam para ganhar aceitação dos colonos brancos que detinham o poder naquela sociedade. À medida que avançavam na sociedade, os affranchis frequentemente também possuíam terras e escravos. Alguns atuaram como credores dos fazendeiros. Um de seus líderes no final do século XVIII, Julien Raimond, um plantador de índigo, afirmou que os affranchis possuíam um terço de todos os escravos da colônia naquela época. Nos primeiros anos da Revolução Francesa e da Revolução Haitiana, muitas gens de couleur estavam comprometidas em manter a instituição da escravidão. Eles queriam igualdade política baseada na classe, isto é, estendida aos homens de posses, independentemente da cor da pele.

## Links externos
- Afro-americanos em Nova Orleans: 'Les gens de couleur libres' (Pessoas de cor livres), Exposições online, Biblioteca Pública de Nova Orleans, 1999